# Emakumeen Euskal Bira 2018
La 31.ª edición de la Emakumeen Euskal Bira (también conocida como la Vuelta Femenina al País Vasco) se celebró en España entre el 19 y el 22 de mayo de 2018 con inicio en la ciudad de Legazpia y final en la ciudad de Yurreta. El recorrido consistió de un total de 4 etapas sobre una distancia total de 378 km.
La carrera formó parte del UCI WorldTour Femenino 2018 como competencia de categoría 2.WWT del calendario ciclístico de máximo nivel mundial siendo la decimosegunda carrera de dicho circuito y fue ganada por la ciclista australiana Amanda Spratt del equipo Mitchelton-Scott. El podio lo completaron la ciclista neerlandesa Annemiek van Vleuten del equipo Mitchelton-Scott y la ciclista Anna van der Breggen del equipo Boels-Dolmans.

## Equipos participantes
Tomaron parte en la carrera un total de 22 equipos invitados por la organización, todos ellos de categoría UCI Team Femenino, quienes conformaron un pelotón de 138 ciclistas de las cuales terminaron 101.
| Equipos femeninos (24)- Alé Cipollini - Aromitalia Vaiano - Astana Women's - Bepink - Bizkaia-Durango - Boels Dolmans - BTC City Ljubljana - Canyon-SRAM Racing - Cervélo Bigla - Cogeas - Cylance - FDJ-Nouvelle Aquitaine-Futuroscope - Lotto Soudal Ladies - Mitchelton-Scott - Movistar Team - Parkhotel Valkenburg-Destil - Servetto-Stradalli Cycle - Sopela Women's Team - Top Girls Fassa Bortolo - Valcar PBM - Virtu - WaowDeals - Wiggle High5 - WNT-Rotor Pro Cycling |
| |

## Etapas
| Etapa     | Fecha     | Recorrido                   | type                    | Distancia (km) | Ganador              | Líder                |
| --------- | --------- | --------------------------- | ----------------------- | -------------- | -------------------- | -------------------- |
| 1.ª etapa | 19 de may | Legazpia – Legazpia         | etapa llana             | 108            | Sabrina Stultiens    | Sabrina Stultiens    |
| 2.ª etapa | 20 de may | Vitoria – Vitoria           | contrarreloj individual | 28             | Annemiek van Vleuten | Annemiek van Vleuten |
| 3.ª etapa | 21 de may | Arechavaleta – Arechavaleta | etapa llana             | 122            | Amy Pieters          | Annemiek van Vleuten |
| 4.ª etapa | 22 de may | Yurreta – Yurreta           | etapa llana             | 120            | Amanda Spratt        | Amanda Spratt        |

## Desarrollo de la carrera

### 1.ª etapa
| Legazpia - Legazpia | etapa llana | (108 km) |

| \| Clasificación de la etapa \| Clasificación de la etapa \| Clasificación de la etapa \| Clasificación de la etapa \| Clasificación de la etapa \| \| Ciclista \| Ciclista \| Equipo \| Tiempo \| \| \| ------------------------- \| ------------------------- \| ------------------------- \| ------------------------- \| ------------------------- \| \| 1.ª \| Sabrina Stultiens \| WaowDeals \| 2 h 51 min 24 s \| \| \| 2.ª \| Lisa Brennauer \| Wiggle High5 \| + 17 s \| \| \| 3.ª \| Giorgia Bronzini \| Cylance \| + 17 s \| \| \| 4.ª \| Anna van der Breggen \| Boels Dolmans \| + 17 s \| \| \| 5.ª \| Elena Cecchini \| Canyon-SRAM Racing \| + 17 s \| \| \| 6.ª \| Annemiek van Vleuten \| Mitchelton-Scott \| + 17 s \| \| \| 7.ª \| Ashleigh Moolman-Pasio \| Cervélo Bigla \| + 17 s \| \| \| 8.ª \| Danielle Rowe \| WaowDeals \| + 17 s \| \| \| 9.ª \| Lara Vieceli \| Astana Women's Team \| + 17 s \| \| \| 10.ª \| Hanna Nilsson \| BTC City Ljubljana \| + 17 s \| \| |                        |                     |                 |
| |                        |                     |                 |
| Fuente: ProCyclingStats |                        |                     |                 |
| Clasificación de la etapa |                        |                     |                 |
| Ciclista | Ciclista               | Equipo              | Tiempo          |
| 1.ª | Sabrina Stultiens      | WaowDeals           | 2 h 51 min 24 s |
| 2.ª | Lisa Brennauer         | Wiggle High5        | + 17 s          |
| 3.ª | Giorgia Bronzini       | Cylance             | + 17 s          |
| 4.ª | Anna van der Breggen   | Boels Dolmans       | + 17 s          |
| 5.ª | Elena Cecchini         | Canyon-SRAM Racing  | + 17 s          |
| 6.ª | Annemiek van Vleuten   | Mitchelton-Scott    | + 17 s          |
| 7.ª | Ashleigh Moolman-Pasio | Cervélo Bigla       | + 17 s          |
| 8.ª | Danielle Rowe          | WaowDeals           | + 17 s          |
| 9.ª | Lara Vieceli           | Astana Women's Team | + 17 s          |
| 10.ª | Hanna Nilsson          | BTC City Ljubljana  | + 17 s          |

| \| Clasificación general \| Clasificación general \| Clasificación general \| Clasificación general \| Clasificación general \| \| Ciclista \| Ciclista \| Equipo \| Tiempo \| \| \| --------------------- \| ---------------------- \| --------------------- \| --------------------- \| --------------------- \| \| 1.ª \| Sabrina Stultiens \| WaowDeals \| 2 h 51 min 13 s \| \| \| 2.ª \| Lisa Brennauer \| Wiggle High5 \| + 22 s \| \| \| 3.ª \| Giorgia Bronzini \| Cylance \| + 24 s \| \| \| 4.ª \| Ashleigh Moolman-Pasio \| Cervélo Bigla \| + 24 s \| \| \| 5.ª \| Anna van der Breggen \| Boels Dolmans \| + 25 s \| \| \| 6.ª \| Annemiek van Vleuten \| Mitchelton-Scott \| + 25 s \| \| \| 7.ª \| Małgorzata Jasińska \| Movistar Team \| + 27 s \| \| \| 8.ª \| Elena Cecchini \| Canyon-SRAM Racing \| + 28 s \| \| \| 9.ª \| Danielle Rowe \| WaowDeals \| + 28 s \| \| \| 10.ª \| Lara Vieceli \| Astana Women's Team \| + 28 s \| \| |                        |                     |                 |
| |                        |                     |                 |
| Fuente: ProCyclingStats |                        |                     |                 |
| Clasificación general |                        |                     |                 |
| Ciclista | Ciclista               | Equipo              | Tiempo          |
| 1.ª | Sabrina Stultiens      | WaowDeals           | 2 h 51 min 13 s |
| 2.ª | Lisa Brennauer         | Wiggle High5        | + 22 s          |
| 3.ª | Giorgia Bronzini       | Cylance             | + 24 s          |
| 4.ª | Ashleigh Moolman-Pasio | Cervélo Bigla       | + 24 s          |
| 5.ª | Anna van der Breggen   | Boels Dolmans       | + 25 s          |
| 6.ª | Annemiek van Vleuten   | Mitchelton-Scott    | + 25 s          |
| 7.ª | Małgorzata Jasińska    | Movistar Team       | + 27 s          |
| 8.ª | Elena Cecchini         | Canyon-SRAM Racing  | + 28 s          |
| 9.ª | Danielle Rowe          | WaowDeals           | + 28 s          |
| 10.ª | Lara Vieceli           | Astana Women's Team | + 28 s          |

### 2.ª etapa
| Vitoria - Vitoria | contrarreloj individual | (28 km) |

| \| Clasificación de la etapa \| Clasificación de la etapa \| Clasificación de la etapa \| Clasificación de la etapa \| Clasificación de la etapa \| \| Ciclista \| Ciclista \| Equipo \| Tiempo \| \| \| ------------------------- \| ------------------------- \| ------------------------------- \| ------------------------- \| ------------------------- \| \| 1.ª \| Annemiek van Vleuten \| Mitchelton-Scott \| 34 min 00 s \| \| \| 2.ª \| Anna van der Breggen \| Boels Dolmans \| + 14 s \| \| \| 3.ª \| Lisa Brennauer \| Wiggle High5 \| + 44 s \| \| \| 4.ª \| Ashleigh Moolman-Pasio \| Cervélo Bigla \| + 53 s \| \| \| 5.ª \| Georgia Williams \| Mitchelton-Scott \| + 1 min 10 s \| \| \| 6.ª \| Olga Zabelínskaya \| Cogeas-Mettler Pro Cycling Team \| + 1 min 12 s \| \| \| 7.ª \| Karol-Ann Canuel \| Boels Dolmans \| + 1 min 15 s \| \| \| 8.ª \| Ann-Sophie Duyck \| Cervélo Bigla \| + 1 min 19 s \| \| \| 9.ª \| Gracie Elvin \| Mitchelton-Scott \| + 1 min 20 s \| \| \| 10.ª \| Cecilie Uttrup Ludwig \| Cervélo Bigla \| + 1 min 26 s \| \| |                        |                                 |              |
| |                        |                                 |              |
| Fuente: ProCyclingStats |                        |                                 |              |
| Clasificación de la etapa |                        |                                 |              |
| Ciclista | Ciclista               | Equipo                          | Tiempo       |
| 1.ª | Annemiek van Vleuten   | Mitchelton-Scott                | 34 min 00 s  |
| 2.ª | Anna van der Breggen   | Boels Dolmans                   | + 14 s       |
| 3.ª | Lisa Brennauer         | Wiggle High5                    | + 44 s       |
| 4.ª | Ashleigh Moolman-Pasio | Cervélo Bigla                   | + 53 s       |
| 5.ª | Georgia Williams       | Mitchelton-Scott                | + 1 min 10 s |
| 6.ª | Olga Zabelínskaya      | Cogeas-Mettler Pro Cycling Team | + 1 min 12 s |
| 7.ª | Karol-Ann Canuel       | Boels Dolmans                   | + 1 min 15 s |
| 8.ª | Ann-Sophie Duyck       | Cervélo Bigla                   | + 1 min 19 s |
| 9.ª | Gracie Elvin           | Mitchelton-Scott                | + 1 min 20 s |
| 10.ª | Cecilie Uttrup Ludwig  | Cervélo Bigla                   | + 1 min 26 s |

| \| Clasificación general \| Clasificación general \| Clasificación general \| Clasificación general \| Clasificación general \| \| Ciclista \| Ciclista \| Equipo \| Tiempo \| \| \| --------------------- \| ---------------------- \| --------------------- \| --------------------- \| --------------------- \| \| 1.ª \| Annemiek van Vleuten \| Mitchelton-Scott \| 3 h 25 min 38 s \| \| \| 2.ª \| Anna van der Breggen \| Boels Dolmans \| + 14 s \| \| \| 3.ª \| Lisa Brennauer \| Wiggle High5 \| + 41 s \| \| \| 4.ª \| Ashleigh Moolman-Pasio \| Cervélo Bigla \| + 52 s \| \| \| 5.ª \| Cecilie Uttrup Ludwig \| Cervélo Bigla \| + 1 min 29 s \| \| \| 6.ª \| Elena Cecchini \| Canyon-SRAM Racing \| + 1 min 31 s \| \| \| 7.ª \| Amanda Spratt \| Mitchelton-Scott \| + 1 min 36 s \| \| \| 8.ª \| Martina Ritter \| Wiggle High5 \| + 1 min 38 s \| \| \| 9.ª \| Elisa Longo Borghini \| Wiggle High5 \| + 1 min 39 s \| \| \| 10.ª \| Georgia Williams \| Mitchelton-Scott \| + 2 min 00 s \| \| |                        |                    |                 |
| |                        |                    |                 |
| Fuente: ProCyclingStats |                        |                    |                 |
| Clasificación general |                        |                    |                 |
| Ciclista | Ciclista               | Equipo             | Tiempo          |
| 1.ª | Annemiek van Vleuten   | Mitchelton-Scott   | 3 h 25 min 38 s |
| 2.ª | Anna van der Breggen   | Boels Dolmans      | + 14 s          |
| 3.ª | Lisa Brennauer         | Wiggle High5       | + 41 s          |
| 4.ª | Ashleigh Moolman-Pasio | Cervélo Bigla      | + 52 s          |
| 5.ª | Cecilie Uttrup Ludwig  | Cervélo Bigla      | + 1 min 29 s    |
| 6.ª | Elena Cecchini         | Canyon-SRAM Racing | + 1 min 31 s    |
| 7.ª | Amanda Spratt          | Mitchelton-Scott   | + 1 min 36 s    |
| 8.ª | Martina Ritter         | Wiggle High5       | + 1 min 38 s    |
| 9.ª | Elisa Longo Borghini   | Wiggle High5       | + 1 min 39 s    |
| 10.ª | Georgia Williams       | Mitchelton-Scott   | + 2 min 00 s    |

### 3.ª etapa
| Arechavaleta - Arechavaleta | etapa llana | (122 km) |

| \| Clasificación de la etapa \| Clasificación de la etapa \| Clasificación de la etapa \| Clasificación de la etapa \| Clasificación de la etapa \| \| Ciclista \| Ciclista \| Equipo \| Tiempo \| \| \| ------------------------- \| ------------------------- \| ------------------------------- \| ------------------------- \| ------------------------- \| \| 1.ª \| Amy Pieters \| Boels Dolmans \| 3 h 02 min 00 s \| \| \| 2.ª \| Emilia Fahlin \| Wiggle High5 \| + 0 s \| \| \| 3.ª \| Clara Koppenburg \| Cervélo Bigla \| + 0 s \| \| \| 4.ª \| Ane Santesteban \| Alé Cipollini \| + 0 s \| \| \| 5.ª \| Mariya Novolódskaya \| Cogeas-Mettler Pro Cycling Team \| + 0 s \| \| \| 6.ª \| Alicia González \| Movistar Team \| + 0 s \| \| \| 7.ª \| Demi De Jong \| Lotto Soudal Ladies \| + 0 s \| \| \| 8.ª \| Pauliena Rooijakkers \| WaowDeals \| + 4 s \| \| \| 9.ª \| Georgia Williams \| Mitchelton-Scott \| + 4 s \| \| \| 10.ª \| Anouska Helena Koster \| WaowDeals \| + 1 min 01 s \| \| |                       |                                 |                 |
| |                       |                                 |                 |
| Fuente: ProCyclingStats |                       |                                 |                 |
| Clasificación de la etapa |                       |                                 |                 |
| Ciclista | Ciclista              | Equipo                          | Tiempo          |
| 1.ª | Amy Pieters           | Boels Dolmans                   | 3 h 02 min 00 s |
| 2.ª | Emilia Fahlin         | Wiggle High5                    | + 0 s           |
| 3.ª | Clara Koppenburg      | Cervélo Bigla                   | + 0 s           |
| 4.ª | Ane Santesteban       | Alé Cipollini                   | + 0 s           |
| 5.ª | Mariya Novolódskaya   | Cogeas-Mettler Pro Cycling Team | + 0 s           |
| 6.ª | Alicia González       | Movistar Team                   | + 0 s           |
| 7.ª | Demi De Jong          | Lotto Soudal Ladies             | + 0 s           |
| 8.ª | Pauliena Rooijakkers  | WaowDeals                       | + 4 s           |
| 9.ª | Georgia Williams      | Mitchelton-Scott                | + 4 s           |
| 10.ª | Anouska Helena Koster | WaowDeals                       | + 1 min 01 s    |

| \| Clasificación general \| Clasificación general \| Clasificación general \| Clasificación general \| Clasificación general \| \| Ciclista \| Ciclista \| Equipo \| Tiempo \| \| \| --------------------- \| ---------------------- \| --------------------- \| --------------------- \| --------------------- \| \| 1.ª \| Annemiek van Vleuten \| Mitchelton-Scott \| 6 h 29 min 38 s \| \| \| 2.ª \| Georgia Williams \| Mitchelton-Scott \| + 3 s \| \| \| 3.ª \| Anna van der Breggen \| Boels Dolmans \| + 12 s \| \| \| 4.ª \| Clara Koppenburg \| Cervélo Bigla \| + 27 s \| \| \| 5.ª \| Amy Pieters \| Boels Dolmans \| + 42 s \| \| \| 6.ª \| Lisa Brennauer \| Wiggle High5 \| + 42 s \| \| \| 7.ª \| Pauliena Rooijakkers \| WaowDeals \| + 48 s \| \| \| 8.ª \| Ashleigh Moolman-Pasio \| Cervélo Bigla \| + 53 s \| \| \| 9.ª \| Elena Cecchini \| Canyon-SRAM Racing \| + 1 min 32 s \| \| \| 10.ª \| Amanda Spratt \| Mitchelton-Scott \| + 1 min 37 s \| \| |                        |                    |                 |
| |                        |                    |                 |
| Fuente: ProCyclingStats |                        |                    |                 |
| Clasificación general |                        |                    |                 |
| Ciclista | Ciclista               | Equipo             | Tiempo          |
| 1.ª | Annemiek van Vleuten   | Mitchelton-Scott   | 6 h 29 min 38 s |
| 2.ª | Georgia Williams       | Mitchelton-Scott   | + 3 s           |
| 3.ª | Anna van der Breggen   | Boels Dolmans      | + 12 s          |
| 4.ª | Clara Koppenburg       | Cervélo Bigla      | + 27 s          |
| 5.ª | Amy Pieters            | Boels Dolmans      | + 42 s          |
| 6.ª | Lisa Brennauer         | Wiggle High5       | + 42 s          |
| 7.ª | Pauliena Rooijakkers   | WaowDeals          | + 48 s          |
| 8.ª | Ashleigh Moolman-Pasio | Cervélo Bigla      | + 53 s          |
| 9.ª | Elena Cecchini         | Canyon-SRAM Racing | + 1 min 32 s    |
| 10.ª | Amanda Spratt          | Mitchelton-Scott   | + 1 min 37 s    |

### 4.ª etapa
| Yurreta - Yurreta | etapa llana | (120 km) |

| \| Clasificación de la etapa \| Clasificación de la etapa \| Clasificación de la etapa \| Clasificación de la etapa \| Clasificación de la etapa \| \| Ciclista \| Ciclista \| Equipo \| Tiempo \| \| \| ------------------------- \| ------------------------- \| ------------------------------- \| ------------------------- \| ------------------------- \| \| 1.ª \| Amanda Spratt \| Mitchelton-Scott \| 3 h 19 min 25 s \| \| \| 2.ª \| Elisa Longo Borghini \| Wiggle High5 \| + 1 min 16 s \| \| \| 3.ª \| Olga Zabelínskaya \| Cogeas-Mettler Pro Cycling Team \| + 1 min 16 s \| \| \| 4.ª \| Małgorzata Jasińska \| Movistar Team \| + 2 min 12 s \| \| \| 5.ª \| Ane Santesteban \| Alé Cipollini \| + 2 min 12 s \| \| \| 6.ª \| Sabrina Stultiens \| WaowDeals \| + 2 min 12 s \| \| \| 7.ª \| Ashleigh Moolman-Pasio \| Cervélo Bigla \| + 2 min 12 s \| \| \| 8.ª \| Anna van der Breggen \| Boels Dolmans \| + 2 min 12 s \| \| \| 9.ª \| Annemiek van Vleuten \| Mitchelton-Scott \| + 2 min 12 s \| \| \| 10.ª \| Anouska Helena Koster \| WaowDeals \| + 2 min 40 s \| \| |                        |                                 |                 |
| |                        |                                 |                 |
| Fuente: ProCyclingStats |                        |                                 |                 |
| Clasificación de la etapa |                        |                                 |                 |
| Ciclista | Ciclista               | Equipo                          | Tiempo          |
| 1.ª | Amanda Spratt          | Mitchelton-Scott                | 3 h 19 min 25 s |
| 2.ª | Elisa Longo Borghini   | Wiggle High5                    | + 1 min 16 s    |
| 3.ª | Olga Zabelínskaya      | Cogeas-Mettler Pro Cycling Team | + 1 min 16 s    |
| 4.ª | Małgorzata Jasińska    | Movistar Team                   | + 2 min 12 s    |
| 5.ª | Ane Santesteban        | Alé Cipollini                   | + 2 min 12 s    |
| 6.ª | Sabrina Stultiens      | WaowDeals                       | + 2 min 12 s    |
| 7.ª | Ashleigh Moolman-Pasio | Cervélo Bigla                   | + 2 min 12 s    |
| 8.ª | Anna van der Breggen   | Boels Dolmans                   | + 2 min 12 s    |
| 9.ª | Annemiek van Vleuten   | Mitchelton-Scott                | + 2 min 12 s    |
| 10.ª | Anouska Helena Koster  | WaowDeals                       | + 2 min 40 s    |

## Clasificaciones finales
Las clasificaciones finalizaron de la siguiente forma:

### Clasificación general
| \| Clasificación general \| Clasificación general \| Clasificación general \| Clasificación general \| Clasificación general \| \| Ciclista \| Ciclista \| Equipo \| Tiempo \| \| \| --------------------- \| ---------------------- \| ------------------------------- \| --------------------- \| --------------------- \| \| 1.ª \| Amanda Spratt \| Mitchelton-Scott \| 9 h 50 min 26 s \| \| \| 2.ª \| Annemiek van Vleuten \| Mitchelton-Scott \| + 48 s \| \| \| 3.ª \| Anna van der Breggen \| Boels Dolmans \| + 59 s \| \| \| 4.ª \| Georgia Williams \| Mitchelton-Scott \| + 1 min 20 s \| \| \| 5.ª \| Elisa Longo Borghini \| Wiggle High5 \| + 1 min 27 s \| \| \| 6.ª \| Ashleigh Moolman-Pasio \| Cervélo Bigla \| + 1 min 42 s \| \| \| 7.ª \| Olga Zabelínskaya \| Cogeas-Mettler Pro Cycling Team \| + 1 min 52 s \| \| \| 8.ª \| Pauliena Rooijakkers \| WaowDeals \| + 2 min 07 s \| \| \| 9.ª \| Clara Koppenburg \| Cervélo Bigla \| + 2 min 34 s \| \| \| 10.ª \| Małgorzata Jasińska \| Movistar Team \| + 3 min 13 s \| \| |                        |                                 |                 |
| |                        |                                 |                 |
| Fuente: ProCyclingStats |                        |                                 |                 |
| Clasificación general |                        |                                 |                 |
| Ciclista | Ciclista               | Equipo                          | Tiempo          |
| 1.ª | Amanda Spratt          | Mitchelton-Scott                | 9 h 50 min 26 s |
| 2.ª | Annemiek van Vleuten   | Mitchelton-Scott                | + 48 s          |
| 3.ª | Anna van der Breggen   | Boels Dolmans                   | + 59 s          |
| 4.ª | Georgia Williams       | Mitchelton-Scott                | + 1 min 20 s    |
| 5.ª | Elisa Longo Borghini   | Wiggle High5                    | + 1 min 27 s    |
| 6.ª | Ashleigh Moolman-Pasio | Cervélo Bigla                   | + 1 min 42 s    |
| 7.ª | Olga Zabelínskaya      | Cogeas-Mettler Pro Cycling Team | + 1 min 52 s    |
| 8.ª | Pauliena Rooijakkers   | WaowDeals                       | + 2 min 07 s    |
| 9.ª | Clara Koppenburg       | Cervélo Bigla                   | + 2 min 34 s    |
| 10.ª | Małgorzata Jasińska    | Movistar Team                   | + 3 min 13 s    |

### Clasificación por puntos
| Clasificación por puntos | Clasificación por puntos | Clasificación por puntos        | Clasificación por puntos | Clasificación por puntos |
| Ciclista                 | Ciclista                 | Equipo                          | Puntos                   |                          |
| ------------------------ | ------------------------ | ------------------------------- | ------------------------ | ------------------------ |
| 1.ª                      | Anna van der Breggen     | Boels Dolmans                   | 48 pts                   |                          |
| 2.ª                      | Annemiek van Vleuten     | Mitchelton-Scott                | 44 pts                   |                          |
| 3.ª                      | Lisa Brennauer           | Wiggle High5                    | 41 pts                   |                          |
| 4.ª                      | Sabrina Stultiens        | WaowDeals                       | 35 pts                   |                          |
| 5.ª                      | Ashleigh Moolman-Pasio   | Cervélo Bigla                   | 33 pts                   |                          |
| 6.ª                      | Amanda Spratt            | Mitchelton-Scott                | 31 pts                   |                          |
| 7.ª                      | Ane Santesteban          | Alé Cipollini                   | 28 pts                   |                          |
| 8.ª                      | Katarzyna Pawłowska      | Virtu Cycling Women             | 27 pts                   |                          |
| 9.ª                      | Olga Zabelínskaya        | Cogeas-Mettler Pro Cycling Team | 27 pts                   |                          |
| 10.ª                     | Amy Pieters              | Boels Dolmans                   | 25 pts                   |                          |

### Clasificación de la montaña
| Clasificación de la montaña | Clasificación de la montaña | Clasificación de la montaña | Clasificación de la montaña | Clasificación de la montaña |
| Ciclista                    | Ciclista                    | Equipo                      | Puntos                      |                             |
| --------------------------- | --------------------------- | --------------------------- | --------------------------- | --------------------------- |
| 1.ª                         | Asja Paladin                | Valcar PBM                  | 19 pts                      |                             |
| 2.ª                         | Amanda Spratt               | Mitchelton-Scott            | 18 pts                      |                             |
| 3.ª                         | Anna van der Breggen        | Boels Dolmans               | 15 pts                      |                             |
| 4.ª                         | Ashleigh Moolman-Pasio      | Cervélo Bigla               | 11 pts                      |                             |
| 5.ª                         | Pauliena Rooijakkers        | WaowDeals                   | 6 pts                       |                             |
| 6.ª                         | Małgorzata Jasińska         | Movistar Team               | 6 pts                       |                             |
| 7.ª                         | Annemiek van Vleuten        | Mitchelton-Scott            | 5 pts                       |                             |
| 8.ª                         | Georgia Williams            | Mitchelton-Scott            | 5 pts                       |                             |
| 9.ª                         | Elisa Longo Borghini        | Wiggle High5                | 5 pts                       |                             |
| 10.ª                        | Danielle Rowe               | WaowDeals                   | 4 pts                       |                             |

### Clasificación de las metas volantes
| Clasificación de las metas volantes | Clasificación de las metas volantes | Clasificación de las metas volantes | Clasificación de las metas volantes | Clasificación de las metas volantes |
| Ciclista                            | Ciclista                            | Equipo                              | Puntos                              |                                     |
| ----------------------------------- | ----------------------------------- | ----------------------------------- | ----------------------------------- | ----------------------------------- |
| 1.ª                                 | Katarzyna Pawłowska                 | Virtu Cycling Women                 | 23 pts                              |                                     |
| 2.ª                                 | Mieke Kröger                        | Virtu Cycling Women                 | 6 pts                               |                                     |
| 3.ª                                 | Amanda Spratt                       | Mitchelton-Scott                    | 5 pts                               |                                     |
| 4.ª                                 | Amalie Dideriksen                   | Boels Dolmans                       | 5 pts                               |                                     |
| 5.ª                                 | Anna van der Breggen                | Boels Dolmans                       | 3 pts                               |                                     |
| 6.ª                                 | Anouska Helena Koster               | WaowDeals                           | 3 pts                               |                                     |
| 7.ª                                 | Giorgia Bronzini                    | Cylance                             | 3 pts                               |                                     |
| 8.ª                                 | Elisa Longo Borghini                | Wiggle High5                        | 1 pt                                |                                     |

### Clasificación sub-23
| Clasificación sub-23 | Clasificación sub-23 | Clasificación sub-23               | Clasificación sub-23 | Clasificación sub-23 |
| Ciclista             | Ciclista             | Equipo                             | Tiempo               |                      |
| -------------------- | -------------------- | ---------------------------------- | -------------------- | -------------------- |
| 1.ª                  | Aafke Soet           | WNT-Rotor Pro Cycling              | 9 h 54 min 45 s      |                      |
| 2.ª                  | Mariya Novolódskaya  | Cogeas-Mettler Pro Cycling Team    | + 38 s               |                      |
| 3.ª                  | Alexandra Manly      | Mitchelton-Scott                   | + 4 min 59 s         |                      |
| 4.ª                  | Amalie Dideriksen    | Boels Dolmans                      | + 5 min 05 s         |                      |
| 5.ª                  | Nadia Quagliotto     | Top Girls Fassa Bortolo            | + 7 min 35 s         |                      |
| 6.ª                  | Cristina Martínez    | Bizkaia-Durango                    | + 9 min 31 s         |                      |
| 7.ª                  | Évita Muzic          | FDJ-Nouvelle Aquitaine-Futuroscope | + 9 min 38 s         |                      |
| 8.ª                  | Greta Richioud       | FDJ-Nouvelle Aquitaine-Futuroscope | + 12 min 42 s        |                      |
| 9.ª                  | Victorie Guilman     | FDJ-Nouvelle Aquitaine-Futuroscope | + 13 min 16 s        |                      |
| 10.ª                 | Urška Žigart         | BTC City Ljubljana                 | + 14 min 35 s        |                      |

### Clasificación por equipos
| Clasificación por equipos | Clasificación por equipos          | Clasificación por equipos | Clasificación por equipos |
| Equipo                    | Equipo                             | Tiempo                    |                           |
| ------------------------- | ---------------------------------- | ------------------------- | ------------------------- |
| 1.º                       | Mitchelton-Scott                   | 29 h 33 min 33 s          |                           |
| 2.º                       | Wiggle High5                       | + 12 min 22 s             |                           |
| 3.º                       | Movistar Team                      | + 14 min 07 s             |                           |
| 4.º                       | Boels Dolmans                      | + 14 min 28 s             |                           |
| 5.º                       | Cogeas                             | + 14 min 48 s             |                           |
| 6.º                       | Cervélo Bigla                      | + 16 min 06 s             |                           |
| 7.º                       | Alé Cipollini                      | + 20 min 35 s             |                           |
| 8.º                       | WNT-Rotor Pro Cycling              | + 24 min 46 s             |                           |
| 9.º                       | BTC City Ljubljana                 | + 26 min 00 s             |                           |
| 10.º                      | FDJ-Nouvelle Aquitaine-Futuroscope | + 26 min 07 s             |                           |

## Evolución de las clasificaciones
| Etapa                   | Vencedora               | Clasificación general | Clasificación por puntos | Clasificación de la montaña | Clasificación de las metas volantes | Clasificación sub-23 | Clasificación de la mejor vasca | Clasificación por equipos |
| ----------------------- | ----------------------- | --------------------- | ------------------------ | --------------------------- | ----------------------------------- | -------------------- | ------------------------------- | ------------------------- |
| 1.ª                     | Sabrina Stultiens       | Sabrina Stultiens     | Sabrina Stultiens        | Małgorzata Jasińska         | Katarzyna Pawłowska                 | Nadia Quagliotto     | Ane Santesteban                 | WaowDeals                 |
| 2.ª                     | Annemiek van Vleuten    | Annemiek van Vleuten  | Lisa Brennauer           | Małgorzata Jasińska         | Katarzyna Pawłowska                 | Aafke Soet           | Eider Merino                    | Mitchelton-Scott          |
| 3.ª                     | Amy Pieters             | Annemiek van Vleuten  | Lisa Brennauer           | Asja Paladin                | Katarzyna Pawłowska                 | Mariia Novolodskaia  | Ane Santesteban                 | Mitchelton-Scott          |
| 4.ª                     | Amanda Spratt           | Amanda Spratt         | Anna van der Breggen     | Asja Paladin                | Katarzyna Pawłowska                 | Aafke Soet           | Ane Santesteban                 | Mitchelton-Scott          |
| Clasificaciones finales | Clasificaciones finales | Amanda Spratt         | Anna van der Breggen     | Asja Paladin                | Katarzyna Pawłowska                 | Aafke Soet           | Ane Santesteban                 | Mitchelton-Scott          |

## UCI WorldTour Femenino
La carrera Emakumeen Euskal Bira otorga puntos para el UCI WorldTour Femenino 2018 y el UCI World Ranking Femenino, incluyendo a todas las corredoras de los equipos en las categorías UCI Team Femenino. Las siguientes tablas muestran el baremo de puntuación y las 10 corredoras que obtuvieron más puntos:
| Posición              | 1.ª | 2.ª | 3.ª | 4.ª | 5.ª | 6.ª | 7.ª | 8.ª | 9.ª | 10.ª | 11.ª | 12.ª | 13.ª | 14.ª | 15.ª | 16.ª-30.ª | 31.ª-40.ª |
| Clasificación general | 200 | 150 | 125 | 100 | 85  | 70  | 60  | 50  | 40  | 35   | 30   | 25   | 20   | 15   | 10   | 5         | 3         |
| Por etapa             | 25  | 20  | 18  | 16  | 14  | 12  | 10  | 8   | 6   | 4    |      |      |      |      |      |           |           |
| Líder                 | 5   |     |     |     |     |     |     |     |     |      |      |      |      |      |      |           |           |

| Clasificación |                      |                  |         |       |       |       |
| Posición      | Ciclista             | Equipo           | General | Etapa | Líder | Total |
| ------------- | -------------------- | ---------------- | ------- | ----- | ----- | ----- |
| 1.ª           | Amanda Spratt        | Mitchelton-Scott | 200     | 25    | -     | 225   |
| 2.ª           | Annemiek van Vleuten | Mitchelton-Scott | 150     | 43    | 10    | 203   |
| 3.ª           | Anna van der Breggen | Boels-Dolmans    | 125     | 44    | -     | 169   |
| 4.ª           | Georgia Williams     | Mitchelton-Scott | 100     | 20    | -     | 120   |
| 5.ª           | Ashleigh Moolman     | Cervélo-Bigla    | 70      | 36    | -     | 106   |
| 6.ª           | Elisa Longo Borghini | Wiggle High5     | 85      | 20    | -     | 105   |
| 7.ª           | Olga Zabelínskaya    | Cogeas-Mettler   | 60      | 30    | -     | 90    |
| 8.ª           | Sabrina Stultiens    | WaowDeals        | 20      | 37    | 5     | 62    |
| 9.ª           | Ane Santesteban      | Alé Cipollini    | 30      | 30    | -     | 60    |
| 10.ª          | Pauliena Rooijakkers | WaowDeals        | 50      | 8     | -     | 58    |